# Listă de nume românești - litera A
Această pagină, supusă continuu îmbunătățirii, conține peste 2300 de nume de familie românești care încep cu litera A.
| Aa - Aaftenei (wikt) - Aalboaiei (wikt) - Aalexoaiei (wikt) - Aamzăr (wikt) - Aancuței (wikt) - Aandriesei (wikt) - Aanei (wikt) - Aanicăi (wikt) - Aanii (wikt) - Aaniței (wikt) - Aanuței (wikt) - Aaron (wikt) - Aaxiniei (wikt) | Ab - Ababe (wikt) - Ababei (wikt) - Ababi (wikt) - Ababie (wikt) - Ababii (wikt) - Abadi (wikt) - Abadii (wikt) - Abageriu (wikt) - Abageru (wikt) - Abagiu (wikt) - Abăhnencei (wikt) - Abăităncei (wikt) - Abăitănci (wikt) - Abălaie (wikt) - Abălăii (wikt) - Abălănești (wikt) - Abălăoaie (wikt) - Abălaru (wikt) - Abălașei (wikt) - Abălașu (wikt) - Abăloaei (wikt) - Abăluță (wikt) - Abănăriței (wikt) - Abandei (wikt) - Abânț (wikt) - Abătăcesei (wikt) - Abaza (wikt) - Abdulea (wikt) - Abeaboeru (wikt) - Abeaboieru (wikt) - Abejenoaiei (wikt) - Abel (wikt) - Abela (wikt) - Abercei (wikt) - Abetegi (wikt) - Abetegii (wikt) - Abiculesei (wikt) - Abiculesi (wikt) - Abitănci (wikt) - Abiței (wikt) - Ablachim (wikt) - Ablai (wikt) - Aboaice (wikt) - Aboboaie (wikt) - Abobului (wikt) - Abogătoae (wikt) - Abogătoaie (wikt) - Abonculesei (wikt) - Abordeoaei (wikt) - Abordiencei (wikt) - Abordioaei (wikt) - Aborșoaie (wikt) - Aboș (wikt) - Aboșculesi (wikt) - Abostănoae (wikt) - Abouriței (wikt) - Abrăcel (wikt) - Abraham (wikt) - Abram (wikt) - Abramciuc (wikt) - Abramiuc (wikt) - Abramovici (wikt) - Abrașu (wikt) - Abriham (wikt) - Abrihan (wikt) - Abrii (wikt) - Abrudan (wikt) - Abrudanu (wikt) - Abrudean (wikt) - Abrudeana (wikt) - Abrudeanu (wikt) - Abrudian (wikt) - Abseleam (wikt) - Abucurei (wikt) - Abucuroaie (wikt) - Abudicioai (wikt) - Abuhaie (wikt) - Abuhnoaie (wikt) - Abuhnoaiei (wikt) - Abunei (wikt) - Abunoiu (wikt) - Abur (wikt) - Aburel (wikt) - Aburlăciței (wikt) - Abușan (wikt) - Abușeanu (wikt) - Abutnăriței (wikt) - Abutnăriți (wikt) - Abutoaei (wikt) - Abutoaiei (wikt) - Abuzătoaei (wikt) - Abuzeloaei (wikt) | Ac - Acăi (wikt) - Acălfoae (wikt) - Acălfoaie (wikt) - Acălinei (wikt) - Acambet (wikt) - Acamenițoaei (wikt) - Acăprăriței (wikt) - Acărnăresei (wikt) - Acăroaie (wikt) - Acaru (wikt) - Acasandre (wikt) - Acasandrei (wikt) - Acăsandrei (wikt) - Acasandri (wikt) - Acăsandri (wikt) - Acasandrii (wikt) - Acătănoaie (wikt) - Acateu (wikt) - Acătiei (wikt) - Acatinca (wikt) - Acatincă (wikt) - Acatincăi (wikt) - Acatincei (wikt) - Acatrinei (wikt) - Acatrini (wikt) - Acatrinii (wikt) - Acceleanu (wikt) - Accibaș (wikt) - Acea (wikt) - Aceleanu (wikt) - Acelenescu (wikt) - Acerencu (wikt) - Acheaua (wikt) - Achelăriței (wikt) - Achetrăriței (wikt) - Achiaiței (wikt) - Achiana (wikt) - Achifoaiei (wikt) - Achihăei (wikt) - Achihăi (wikt) - Achihaie (wikt) - Achihaiei (wikt) - Achihăiei (wikt) - Achilăriței (wikt) - Achim (wikt) - Achimaș (wikt) - Achimescu (wikt) - Achimeț (wikt) - Achimia (wikt) - Achimuț (wikt) - Achimuță (wikt) - Achinăi (wikt) - Achinca (wikt) - Achipăroaiei (wikt) - Achirecesei (wikt) - Achirei (wikt) - Achiri (wikt) - Achiricesei (wikt) - Achiriloaei (wikt) - Achiriloaie (wikt) - Achiriloaiei (wikt) - Achirițoaei (wikt) - Achiroaei (wikt) - Achiroai (wikt) - Achiroaie (wikt) - Achiroaiei (wikt) - Achiș (wikt) - Achiței (wikt) - Achițenei (wikt) - Achiți (wikt) - Acibotărița (wikt) - Acibotăriță (wikt) - Acibotăriței (wikt) - Acichian (wikt) - Acim (wikt) - Acimovăț (wikt) - Aciobănița (wikt) - Aciobăniță (wikt) - Aciobăniței (wikt) - Aciobotăriței (wikt) - Aciocîrlănoaiei (wikt) - Aciocoiței (wikt) - Acișoaie (wikt) - Aciu (wikt) - Aciuan (wikt) - Aciubotări (wikt) - Aciubotărița (wikt) - Aciubotăriței (wikt) - Acnim (wikt) - Acojocăriței (wikt) - Acolăcioaie (wikt) - Acomi (wikt) - Acon (wikt) - Aconstantinese (wikt) - Aconstantinesei (wikt) - Aconstantinesi (wikt) - Aconuțoae (wikt) - Aconuțoaie (wikt) - Acornicesei (wikt) - Acosmei (wikt) - Acostache (wikt) - Acostăchioae (wikt) - Acostăchioaei (wikt) - Acostăchioai (wikt) - Acostăchioaie (wikt) - Acostăchioaiei (wikt) - Acostantinesei (wikt) - Acosteoaie (wikt) - Acostinesei (wikt) - Acostioaei (wikt) - Acostoaei (wikt) - Acostoaie (wikt) - Acotunoaei (wikt) - Acotunoaie (wikt) - Acotunoaiei (wikt) - Acozmei (wikt) - Acreală (wikt) - Acrețoaei (wikt) - Acrială (wikt) - Acriș (wikt) - Acrîșmăriței (wikt) - Acrișor (wikt) - Acristei (wikt) - Acristinei (wikt) - Acroitoriță (wikt) - Acroitorului (wikt) - Acru (wikt) - Acrudoae (wikt) - Acs (wikt) - Acsân (wikt) - Acsânte (wikt) - Acsenciuc (wikt) - Acsenia (wikt) - Acsente (wikt) - Acsinciuc (wikt) - Acsinescu (wikt) - Acsinia (wikt) - Acsînia (wikt) - Acsinie (wikt) - Acsiniei (wikt) - Acsînii (wikt) - Acsinoiu (wikt) - Acsinte (wikt) - Acsintoaie (wikt) - Acu (wikt) - Acuculiței (wikt) - Acujboaei (wikt) - Acujboaie (wikt) - Acujboaiei (wikt) - Aculai (wikt) - Acunune (wikt) - Acununei (wikt) - Acununi (wikt) - Acurmoloae (wikt) | Ad - Adace (wikt) - Adafinei (wikt) - Adagiu (wikt) - Adalinean (wikt) - Adam (wikt) - Adamache (wikt) - Adămache (wikt) - Adamachi (wikt) - Adamcău (wikt) - Adamciuc (wikt) - Adamescu (wikt) - Adămescu (wikt) - Adameșteanu (wikt) - Adameț (wikt) - Adami (wikt) - Adamii (wikt) - Adămiță (wikt) - Adămoae (wikt) - Adămoiu (wikt) - Adamovici (wikt) - Adămuț (wikt) - Adămuțiu (wikt) - Adan (wikt) - Adâncu (wikt) - Adar (wikt) - Adăscălița (wikt) - Adăscăliței (wikt) - Adăscăliți (wikt) - Adascălului (wikt) - Adăvăloaie (wikt) - Adeaconiței (wikt) - Adelean (wikt) - Adelescu (wikt) - Adelman (wikt) - Aderca (wikt) - Adespei (wikt) - Adespii (wikt) - Adetu (wikt) - Adevăr (wikt) - Adi (wikt) - Adiaconițe (wikt) - Adiaconiței (wikt) - Adiaconiți (wikt) - Adiean (wikt) - Adiguzel (wikt) - Adimei (wikt) - Adîncu (wikt) - Adîr (wikt) - Adiț (wikt) - Adjudeanu (wikt) - Admacof (wikt) - Adoamnei (wikt) - Adobriței (wikt) - Adobroaei (wikt) - Adobroaiei (wikt) - Adoc (wikt) - Adochiei (wikt) - Adochița (wikt) - Adochiței (wikt) - Adochiți (wikt) - Adogulesei (wikt) - Adoi (wikt) - Adominicăi (wikt) - Adomnicăi (wikt) - Adomniței (wikt) - Adomniți (wikt) - Adomniții (wikt) - Adonicioaie (wikt) - Adorean (wikt) - Adorian (wikt) - Adorjan (wikt) - Adorjani (wikt) - Adoroaei (wikt) - Adpredeanu (wikt) - Adragăi (wikt) - Adragei (wikt) - Adrian (wikt) - Adriana (wikt) - Adronic (wikt) - Adroniciuc (wikt) - Adudec (wikt) - Aduducesei (wikt) - Aduloaei (wikt) - Aduloaia (wikt) - Aduloaie (wikt) - Adumitrăcesei (wikt) - Adumitrăchioaie (wikt) - Adumitrăchioaiei (wikt) - Adumitrei (wikt) - Adumitresei (wikt) - Adumitri (wikt) - Adumitroae (wikt) - Adumitroaei (wikt) - Adumitroaie (wikt) - Adumitroaiei (wikt) - Adurnoae (wikt) - Adușmănoaie (wikt) | Ae - Aecoboae (wikt) - Aecoboaei (wikt) - Aecoboaiei (wikt) - Aelenei (wikt) - Aeleni (wikt) - Aelisabetei (wikt) - Aenăchioaie (wikt) - Aenculesei (wikt) - Aenoaei (wikt) - Aenoalei (wikt) - Aerimițoaia (wikt) - Aerinei (wikt) - Aeroaei (wikt) - Aeroaie (wikt) - Aevoae (wikt) - Aevoaei (wikt) | Af - Afădăroaei (wikt) - Afanase (wikt) - Afanasie (wikt) - Afemeii (wikt) - Aferăriței (wikt) - Afetelor (wikt) - Afighiroaie (wikt) - Afilie (wikt) - Afilipoae (wikt) - Afilipoaei (wikt) - Afilipoaie (wikt) - Afilipoaiei (wikt) - Afiliu (wikt) - Afim (wikt) - Aflăcăilor (wikt) - Aflat (wikt) - Aflecăilor (wikt) - Afloare (wikt) - Afloarei (wikt) - Afloari (wikt) - Afloarie (wikt) - Aflorăriței (wikt) - Aflorei (wikt) - Afloria (wikt) - Afloroae (wikt) - Afloroaei (wikt) - Afloroaie (wikt) - Afloroaiei (wikt) - Afocșoaie (wikt) - Afodorcei (wikt) - Afoniu (wikt) - Afrapt (wikt) - Afrăsâniei (wikt) - Afrăsiloaia (wikt) - Afrăsine (wikt) - Afrăsinei (wikt) - Afrăsînei (wikt) - Afrăsîni (wikt) - Afrem (wikt) - Afrențoaei (wikt) - Afrențoaie (wikt) - Afric (wikt) - Afrim (wikt) - Afronie (wikt) - Aftanache (wikt) - Aftanachi (wikt) - Aftanase (wikt) - Aftănase (wikt) - Aftanasie (wikt) - Aftene (wikt) - Afteni (wikt) - Aftenie (wikt) - Aftenii (wikt) - Afteri (wikt) - Afteu (wikt) - Aftin (wikt) - Aftinescu (wikt) - Aftion (wikt) - Aftode (wikt) - Aftodie (wikt) - Aftonia (wikt) - Aftonic (wikt) - Aftonie (wikt) - Afuduloae (wikt) - Afuduloai (wikt) - Afumățeanu (wikt) - Afumatu (wikt) - Afusoae (wikt) - Afuza (wikt) | Ag - Aga (wikt) - Agache (wikt) - Agachi (wikt) - Agafiei (wikt) - Agafița (wikt) - Agafiței (wikt) - Agafițî (wikt) - Agaghe (wikt) - Agăinoaiei (wikt) - Agăleanu (wikt) - Agănencei (wikt) - Agape (wikt) - Agapescu (wikt) - Agăpescu (wikt) - Agapi (wikt) - Agapia (wikt) - Agapie (wikt) - Agapin (wikt) - Agapșa (wikt) - Agarafinei (wikt) - Agârbicean (wikt) - Agârbiceanu (wikt) - Agarici (wikt) - Agârlița (wikt) - Agatinei (wikt) - Agavriloae (wikt) - Agavriloaei (wikt) - Agavriloai (wikt) - Agavriloaia (wikt) - Agavriloaie (wikt) - Agavriloaiei (wikt) - Ageroaei (wikt) - Ageroaie (wikt) - Ageroaiei (wikt) - Agescu (wikt) - Ageu (wikt) - Aghachi (wikt) - Aghapie (wikt) - Agheană (wikt) - Agheboaei (wikt) - Aghel (wikt) - Agheniței (wikt) - Agheorgheoaiei (wikt) - Agheorghesei (wikt) - Agheorghiese (wikt) - Agheorghiesei (wikt) - Agheorghiesi (wikt) - Agheorghițoae (wikt) - Aghergheloaei (wikt) - Aghergheloaie (wikt) - Agherghinei (wikt) - Agherghinii (wikt) - Aghescu (wikt) - Aghiciuc (wikt) - Aghiculesei (wikt) - Aghiculesii (wikt) - Aghimescu (wikt) - Aghinei (wikt) - Aghiniei (wikt) - Aghiniței (wikt) - Aghioghiesei (wikt) - Aghiorghesei (wikt) - Aghiorghiesei (wikt) - Aghiorghioaei (wikt) - Aghiorghițoaie (wikt) - Aghireșan (wikt) - Aghiș (wikt) - Aghițoaie (wikt) - Agiacăi (wikt) - Agică (wikt) - Agigheoleanu (wikt) - Agighioleanu (wikt) - Agili (wikt) - Agimean (wikt) - Agiorghiesei (wikt) - Agiorgiuculesei (wikt) - Agîrbicean (wikt) - Agîrbiceanu (wikt) - Agiu (wikt) - Agiurgioaei (wikt) - Agliceru (wikt) - Aglici (wikt) - Aglițoiu (wikt) - Agopșa (wikt) - Agoroaei (wikt) - Agoroaie (wikt) - Agoșoaie (wikt) - Agoston (wikt) - Agotici (wikt) - Agrapine (wikt) - Agrăpine (wikt) - Agrapinei (wikt) - Agrăpinei (wikt) - Agraviloaei (wikt) - Agreci (wikt) - Agreș (wikt) - Agrici (wikt) - Agrieșanu (wikt) - Agrigorcioaie (wikt) - Agrigoroae (wikt) - Agrigoroaei (wikt) - Agrigoroaie (wikt) - Agrigoroaiei (wikt) - Agrigoroei (wikt) - Agrijan (wikt) - Agrișan (wikt) - Agudaru (wikt) - Agudin (wikt) - Agulescu (wikt) - Agura (wikt) - Aguridă (wikt) - Aguș (wikt) - Agușoaei (wikt) | Ah - Ahânculesei (wikt) - Ahatinei (wikt) - Ahergheleghiței (wikt) - Aherghelegiției (wikt) - Ahergheligița (wikt) - Ahergheligiței (wikt) - Aherghiligiței (wikt) - Ahorei (wikt) - Ahrisăvoaei (wikt) - Ahrițculese (wikt) - Ahrițculesei (wikt) - Ahtamon (wikt) - Ahtemenciuc (wikt) - Ahuimanu (wikt) |

| Ai - Aiacoboae (wikt) - Aiacoboaei (wikt) - Aiacoboai (wikt) - Aiacoboaie (wikt) - Aiacoboaiei (wikt) - Aiacuboaei (wikt) - Aichimoaie (wikt) - Aicoboae (wikt) - Aida (wikt) - Aidanei (wikt) - Aidimireanu (wikt) - Aidoiu (wikt) - Aiecoboaie (wikt) - Aiecoboaiei (wikt) - Aiftimie (wikt) - Aiftimiei (wikt) - Aiftimiței (wikt) - Aiftimoae (wikt) - Aiftimoaei (wikt) - Aiftincă (wikt) - Aiftincăi (wikt) - Aiftinică (wikt) - Aiftodoaie (wikt) - Aiftodoaiei (wikt) - Aignătoaie (wikt) - Aignătoaiei (wikt) - Ailene (wikt) - Ailenei (wikt) - Aileni (wikt) - Ailenii (wikt) - Ailiesă (wikt) - Ailiese (wikt) - Ailiesei (wikt) - Ailiesii (wikt) - Ailincă (wikt) - Ailincăi (wikt) - Ailincuței (wikt) - Ailioaei (wikt) - Ailioai (wikt) - Ailioaie (wikt) - Ailioaiei (wikt) - Ailișoaie (wikt) - Ailoae (wikt) - Ailoaei (wikt) - Ailoaie (wikt) - Ailoaiei (wikt) - Ailuțoaiei (wikt) - Ainoaiei (wikt) - Aioanei (wikt) - Aioani (wikt) - Aioanițoaie (wikt) - Aioji (wikt) - Aiojoaei (wikt) - Aiojoaiei (wikt) - Aioneasă (wikt) - Aionei (wikt) - Aionesa (wikt) - Aionesă (wikt) - Aionese (wikt) - Aionesei (wikt) - Aionicesei (wikt) - Aionițoaei (wikt) - Aionițoaie (wikt) - Aionoaie (wikt) - Aiordăchiaei (wikt) - Aiordăchioae (wikt) - Aiordăchioaei (wikt) - Aiordăchioai (wikt) - Aiordăchioaie (wikt) - Aiovoae (wikt) - Airimioaei (wikt) - Airimioaie (wikt) - Airimioaiei (wikt) - Airimițoaie (wikt) - Airimițoaiei (wikt) - Airimoaei (wikt) - Airinei (wikt) - Airini (wikt) - Airoaei (wikt) - Airoaie (wikt) - Aițăi (wikt) - Aitean (wikt) - Aitonean (wikt) - Aitoneanu (wikt) - Aiudeanu (wikt) - Aiuroaie (wikt) - Aiușeriu (wikt) - Aivăncesei (wikt) - Aivănesă (wikt) - Aivănesei (wikt) - Aivănoaei (wikt) - Aivănoaie (wikt) - Aivănoaiei (wikt) | Aj - Ajarescu (wikt) - Ajder (wikt) - Ajidăucei (wikt) - Ajitărițăi (wikt) - Ajităriței (wikt) - Ajităriți (wikt) - Ajudeanu (wikt) - Ajudelui (wikt) | Al - Alaci (wikt) - Alaliței (wikt) - Alămâe (wikt) - Alaman (wikt) - Alămaru (wikt) - Alămîie (wikt) - Alămiță (wikt) - Alămorean (wikt) - Alămoreanu (wikt) - Alămureanu (wikt) - Alăzăroae (wikt) - Alăzăroaei (wikt) - Alăzăroaie (wikt) - Alăzăroei (wikt) - Alb (wikt) - Alba (wikt) - Albac (wikt) - Albăceanu (wikt) - Albăi (wikt) - Albăli (wikt) - Alban (wikt) - Albănaș (wikt) - Albani (wikt) - Albăstrel (wikt) - Albăstroiu (wikt) - Albea (wikt) - Albean (wikt) - Albeanu (wikt) - Albei (wikt) - Albeiu (wikt) - Albertuș (wikt) - Albescu (wikt) - Albeșteanu (wikt) - Albețel (wikt) - Albi (wikt) - Albici (wikt) - Albiciu (wikt) - Albieru (wikt) - Albină (wikt) - Albinaru (wikt) - Albineț (wikt) - Albiș (wikt) - Albiși (wikt) - Albișor (wikt) - Albișoru (wikt) - Albișteanu (wikt) - Albița (wikt) - Alboaie (wikt) - Alboanu (wikt) - Alboi (wikt) - Alboiu (wikt) - Albot (wikt) - Albotă (wikt) - Albotoaei (wikt) - Albu (wikt) - Albuică (wikt) - Albuleanu (wikt) - Albulescu (wikt) - Albuleț (wikt) - Albulete (wikt) - Albulețu (wikt) - Albureanu (wikt) - Albuș (wikt) - Albuț (wikt) - Albuța (wikt) - Albuțiu (wikt) - Alcaziu (wikt) - Alcea (wikt) - Alda (wikt) - Aldea (wikt) - Aldecu (wikt) - Aldescu (wikt) - Aldică (wikt) - Aldiș (wikt) - Aldoi (wikt) - Aldoiu (wikt) - Aldulea (wikt) - Aldulescu (wikt) - Aleca (wikt) - Alecsa (wikt) - Alecsandrescu (wikt) - Alecsăndrescu (wikt) - Alecsandri (wikt) - Alecsandriescu (wikt) - Alecsandroaie (wikt) - Alecsandru (wikt) - Alecse (wikt) - Alecseiciuc (wikt) - Alecsoae (wikt) - Alecsoaei (wikt) - Alecsoai (wikt) - Alecsoaia (wikt) - Alecsoaie (wikt) - Alecsoiu (wikt) - Alecsuc (wikt) - Alecsuță (wikt) - Alecu (wikt) - Alecuș (wikt) - Alecușan (wikt) - Aleman (wikt) - Alemnăriței (wikt) - Alenei (wikt) - Aleonte (wikt) - Aleoșan (wikt) - Alerguș (wikt) - Alesandru (wikt) - Alessandrescu (wikt) - Aleșteu (wikt) - Alesu (wikt) - Aleșuțan (wikt) - Alexa (wikt) - Alexă (wikt) - Alexai (wikt) - Alexan (wikt) - Alexana (wikt) - Alexandra (wikt) - Alexandrache (wikt) - Alexandrei (wikt) - Alexandrescu (wikt) - Alexăndrescu (wikt) - Alexăndrică (wikt) - Alexandrina (wikt) - Alexandroac (wikt) - Alexandroae (wikt) - Alexandroaei (wikt) - Alexandroaia (wikt) - Alexandroaie (wikt) - Alexandroaiei (wikt) - Alexandroiae (wikt) - Alexandroiu (wikt) - Alexandroni (wikt) - Alexandroniu (wikt) - Alexandru (wikt) - Alexe (wikt) - Alexeanu (wikt) - Alexescu (wikt) - Alexi (wikt) - Alexianu (wikt) - Alexici (wikt) - Alexicu (wikt) - Alexie (wikt) - Alexii (wikt) - Alexiu (wikt) - Alexiuc (wikt) - Alexoae (wikt) - Alexoaei (wikt) - Alexoaia (wikt) - Alexoaie (wikt) - Alexoi (wikt) - Alexoiu (wikt) - Alexuc (wikt) - Alexuță (wikt) - Alfiri (wikt) - Alfloari (wikt) - Alfloarii (wikt) - Alflori (wikt) - Algeorge (wikt) - Algiu (wikt) - Alic (wikt) - Aliceanu (wikt) - Alicescu (wikt) - Aliciuc (wikt) - Alicsandrescu (wikt) - Alicsandri (wikt) - Alicsandrii (wikt) - Alicsăndroae (wikt) - Alicsandru (wikt) - Alicsanoroiu (wikt) - Alicu (wikt) - Alicuș (wikt) - Alievici (wikt) - Alifanti (wikt) - Aligică (wikt) - Aliman (wikt) - Alimănescu (wikt) - Alimăneșteanu (wikt) - Alimănișteanu (wikt) - Alimăreanu (wikt) - Alimpescu (wikt) - Alina (wikt) - Alinei (wikt) - Alinte (wikt) - Alioanei (wikt) - Alioani (wikt) - Alion (wikt) - Alionte (wikt) - Alionteoaei (wikt) - Alipranti (wikt) - Alisie (wikt) - Alișoaie (wikt) - Alistar (wikt) - Alistarh (wikt) - Alistari (wikt) - Alistărică (wikt) - Aliței (wikt) - Aliucăi (wikt) - Aliuș (wikt) - Aliuță (wikt) - Alixandrescu (wikt) - Alixandrică (wikt) - Alixandroaie (wikt) - Alixandru (wikt) - Alizoaei (wikt) - Almăgean (wikt) - Almaghe (wikt) - Almagiu (wikt) - Almăjan (wikt) - Almăjanu (wikt) - Almăjean (wikt) - Almăjeanu (wikt) - Almariei (wikt) - Almarii (wikt) - Almaș (wikt) - Almășan (wikt) - Almășanu (wikt) - Almași (wikt) - Alniței (wikt) - Alniți (wikt) - Aloaș (wikt) - Aloman (wikt) - Aloșcanu (wikt) - Aloveșchii (wikt) - Alpetrei (wikt) - Alpopi (wikt) - Alsani (wikt) - Alstanei (wikt) - Alstani (wikt) - Altajan (wikt) - Altărescu (wikt) - Aluaș (wikt) - Aluași (wikt) - Alucăi (wikt) - Aluchei (wikt) - Aluchenesei (wikt) - Aluchi (wikt) - Aluculesei (wikt) - Alucușan (wikt) - Alui (wikt) - Aluigheorghe (wikt) - Aluncăi (wikt) - Aluneanu (wikt) - Alungei (wikt) - Alungi (wikt) - Alungulese (wikt) - Alungulesei (wikt) - Alupei (wikt) - Alupi (wikt) - Alupii (wikt) - Alupoae (wikt) - Alupoaei (wikt) - Alupoaie (wikt) - Alupoaiei (wikt) - Alupoiae (wikt) - Alupopanu (wikt) - Alupulesei (wikt) - Alupului (wikt) - Aluței (wikt) - Aluțoaie (wikt) - Alvădane (wikt) - Alverescu (wikt) - Alvizache (wikt) | Am - Amacsimoaei (wikt) - Amafteesei (wikt) - Amaftiesei (wikt) - Amagdalinei (wikt) - Amăgdălini (wikt) - Amagdei (wikt) - Amaicei (wikt) - Amaicii (wikt) - Amălinei (wikt) - Amalitei (wikt) - Aman (wikt) - Amănălăchioai (wikt) - Amănălăchioaie (wikt) - Amănăloae (wikt) - Amănăloaie (wikt) - Amănăloaiei (wikt) - Amânar (wikt) - Amancei (wikt) - Amandiței (wikt) - Amăndiței (wikt) - Amarandei (wikt) - Amarandi (wikt) - Amărăscu (wikt) - Amărășteanu (wikt) - Amărculesei (wikt) - Amarfei (wikt) - Amargăi (wikt) - Amargheoalei (wikt) - Amarghioalei (wikt) - Amari (wikt) - Amaria (wikt) - Amaricăi (wikt) - Amăricăi (wikt) - Amăricău (wikt) - Amaricuței (wikt) - Amăricuței (wikt) - Amarie (wikt) - Amărie (wikt) - Amariei (wikt) - Amarii (wikt) - Amarine (wikt) - Amarinei (wikt) - Amărinei (wikt) - Amarini (wikt) - Amărioarei (wikt) - Amarițcăi (wikt) - Amariței (wikt) - Amărițică (wikt) - Amarițicăi (wikt) - Amăriucă (wikt) - Amăriucăi (wikt) - Amăriuța (wikt) - Amăriuță (wikt) - Amăriuțe (wikt) - Amăriuței (wikt) - Amăriuți (wikt) - Amărtișoaiei (wikt) - Amătăsoaei (wikt) - Amați (wikt) - Amatiesei (wikt) - Amătrășoaie (wikt) - Amaximoaei (wikt) - Amaximoaiei (wikt) - Amaziliței (wikt) - Ambăruș (wikt) - Ambrinoc (wikt) - Ambrioc (wikt) - Ambroasă (wikt) - Ambroci (wikt) - Ambrono (wikt) - Ambroș (wikt) - Ambrosă (wikt) - Ambrose (wikt) - Ambrosie (wikt) - Ambrozie (wikt) - Ambrudan (wikt) - Ambruș (wikt) - Ambudan (wikt) - Amegică (wikt) - Amihăesă (wikt) - Amihăese (wikt) - Amihăesei (wikt) - Amihăesii (wikt) - Amihăiesei (wikt) - Amihăiesi (wikt) - Amihăilesei (wikt) - Amihăiloaiei (wikt) - Amihălăchiaoaie (wikt) - Amihălăchioae (wikt) - Amihălăchioaei (wikt) - Amihălăchioaie (wikt) - Amihălăchioaiei (wikt) - Amikhalakioaie (wikt) - Amironesei (wikt) - Amișculesei (wikt) - Amiteteloae (wikt) - Amitileoaie (wikt) - Amititeloae (wikt) - Amititeloaie (wikt) - Amititeloaiei (wikt) - Amitroaie (wikt) - Amitroaiei (wikt) - Amitrului (wikt) - Amnar (wikt) - Amoașei (wikt) - Amoașii (wikt) - Amocăniței (wikt) - Amohnoae (wikt) - Amohnoaie (wikt) - Amoisinei (wikt) - Amoldovence (wikt) - Amoldovencei (wikt) - Amolioaei (wikt) - Amolioaiei (wikt) - Amonesei (wikt) - Amorăriței (wikt) - Amorțitoaiei (wikt) - Amorțoaie (wikt) - Amos (wikt) - Amoșiesei (wikt) - Amota (wikt) - Ampoițan (wikt) - Amucileniței (wikt) - Amuguroancei (wikt) - Amuntencei (wikt) - Amuntenci (wikt) - Amurărițe (wikt) - Amurăriței (wikt) - Amuscăliței (wikt) - Amuscăliți (wikt) - Amuza (wikt) - Amuzan (wikt) - Amuzescu (wikt) - Amza (wikt) - Amzăr (wikt) - Amzărescu (wikt) - Amzaru (wikt) - Amzică (wikt) - Amzoi (wikt) - Amzoiu (wikt) - Amzolini (wikt) - Amzu (wikt) - Amzucu (wikt) - Amzulescu (wikt) | An - Ana (wikt) - Anagnoste (wikt) - Anania (wikt) - Ananie (wikt) - Ananiei (wikt) - Anășoaie (wikt) - Anastase (wikt) - Anastasescu (wikt) - Anastasia (wikt) - Anastasie (wikt) - Anastasiei (wikt) - Anastasiu (wikt) - Anăstăsoae (wikt) - Anăstăsoaei (wikt) - Anăstăsoaie (wikt) - Anăstăsoie (wikt) - Anatolie (wikt) - Anca (wikt) - Ancăn (wikt) - Ancaș (wikt) - Ancăș (wikt) - Ancateu (wikt) - Ancău (wikt) - Ance (wikt) - Ancerencu (wikt) - Ancheș (wikt) - Anchescu (wikt) - Anchidin (wikt) - Ancu (wikt) - Ancuceanu (wikt) - Anculescu (wikt) - Ancuț (wikt) - Ancuța (wikt) - Ancuță (wikt) - Ancuței (wikt) - Ancuțescu (wikt) - Ancuți (wikt) - Ancuțici (wikt) - Andănuța (wikt) - Andăr (wikt) - Andăraș (wikt) - Andea (wikt) - Andei (wikt) - Anderca (wikt) - Andercău (wikt) - Anderco (wikt) - Andercou (wikt) - Andiuș (wikt) - Andon (wikt) - Andonaș (wikt) - Andone (wikt) - Andonescu (wikt) - Andonesei (wikt) - Andonesi (wikt) - Andoni (wikt) - Andonie (wikt) - Andoniu (wikt) - Andor (wikt) - Andore (wikt) - Andra (wikt) - Andrabulea (wikt) - Andrăescu (wikt) - Andraș (wikt) - Andrașciuc (wikt) - Andrașcu (wikt) - Andrășescu (wikt) - Andrași (wikt) - Andrașiu (wikt) - Andrașoni (wikt) - Andrău (wikt) - Andreaș (wikt) - Andrec (wikt) - Andreca (wikt) - Andrecan (wikt) - Andrecău (wikt) - Andreciu (wikt) - Andrecuț (wikt) - Andree (wikt) - Andreeanu (wikt) - Andreeșanu (wikt) - Andreescu (wikt) - Andrei (wikt) - Andreia (wikt) - Andreiana (wikt) - Andreianovici (wikt) - Andreianu (wikt) - Andreiaș (wikt) - Andreiași (wikt) - Andreica (wikt) - Andreică (wikt) - Andreican (wikt) - Andreicha (wikt) - Andreici (wikt) - Andreicic (wikt) - Andreiciuc (wikt) - Andreicuț (wikt) - Andreieș (wikt) - Andreiescu (wikt) - Andreiovici (wikt) - Andreișan (wikt) - Andreița (wikt) - Andreiță (wikt) - Andreiu (wikt) - Andrenoiu (wikt) - Andreoiu (wikt) - Andreș (wikt) - Andreșan (wikt) - Andrescu (wikt) - Andreșel (wikt) - Andreșelu (wikt) - Andreșesc (wikt) - Andreșescu (wikt) - Andreșoi (wikt) - Andreșoiu (wikt) - Andrețică (wikt) - Andreuț (wikt) - Andria (wikt) - Andrian (wikt) - Andriaș (wikt) - Andriași (wikt) - Andrica (wikt) - Andrică (wikt) - Andrici (wikt) - Andricioaei (wikt) - Andriciu (wikt) - Andriciuc (wikt) - Andricuț (wikt) - Andridan (wikt) - Andrie (wikt) - Andrieanu (wikt) - Andrieș (wikt) - Andrieșanu (wikt) - Andriescu (wikt) - Andrieșcu (wikt) - Andriesei (wikt) - Andrieșescu (wikt) - Andrieși (wikt) - Andrieșu (wikt) - Andrievici (wikt) - Andrii (wikt) - Andrioae (wikt) - Andrioaei (wikt) - Andrioaia (wikt) - Andrioaie (wikt) - Andriș (wikt) - Andrișan (wikt) - Andrișanu (wikt) - Andrișca (wikt) - Andrișcă (wikt) - Andrișel (wikt) - Andrișescu (wikt) - Andrișoaia (wikt) - Andrișoaie (wikt) - Andrișoi (wikt) - Andrița (wikt) - Andrițescu (wikt) - Andrițoi (wikt) - Andrițoiu (wikt) - Andriu (wikt) - Andriuc (wikt) - Andriucă (wikt) - Andriuța (wikt) - Andriuță (wikt) - Andro (wikt) - Androac (wikt) - Androaie (wikt) - Androhovici (wikt) - Androi (wikt) - Androiu (wikt) - Andron (wikt) - Andronache (wikt) - Andronachescu (wikt) - Andronachi (wikt) - Androne (wikt) - Andronescu (wikt) - Androni (wikt) - Andronic (wikt) - Andronicescu (wikt) - Androniciuc (wikt) - Andronie (wikt) - Andronoiu (wikt) - Andronovici (wikt) - Androșca (wikt) - Androsiac (wikt) - Androvichi (wikt) - Andru (wikt) - Andrunache (wikt) - Andruș (wikt) - Andrușca (wikt) - Andrușcă (wikt) - Andrușceac (wikt) - Andrușeac (wikt) - Andrusevici (wikt) - Andruț (wikt) - Andruța (wikt) - Andruță (wikt) - Andruțoiu (wikt) - Anea (wikt) - Aneață (wikt) - Anechiforesei (wikt) - Anechitei (wikt) - Anechitoaie (wikt) - Anechitoaiei (wikt) - Aneci (wikt) - Aneculăesei (wikt) - Aneculăesi (wikt) - Aneculei (wikt) - Aneculesei (wikt) - Anegoae (wikt) - Anegoaei (wikt) - Anegroae (wikt) - Anegroaei (wikt) - Anegroaie (wikt) - Anegroaiei (wikt) - Anehei (wikt) - Anei (wikt) - Aneni (wikt) - Anescu (wikt) - Anfile (wikt) - Angan (wikt) - Anganu (wikt) - Angearu (wikt) - Angele (wikt) - Angeleanu (wikt) - Angelescu (wikt) - Angelovici (wikt) - Angeru (wikt) - Anghel (wikt) - Anghelache (wikt) - Anghelachi (wikt) - Anghelaș (wikt) - Anghele (wikt) - Anghelea (wikt) - Angheleanu (wikt) - Anghelescu (wikt) - Anghelesu (wikt) - Anghelin (wikt) - Anghelina (wikt) - Anghelinei (wikt) - Anghelinu (wikt) - Angheliu (wikt) - Anghelof (wikt) - Angheloiu (wikt) - Angheloni (wikt) - Anghelu (wikt) - Angheluș (wikt) - Anghelușa (wikt) - Angheluși (wikt) - Angheluț (wikt) - Angheluță (wikt) - Anghene (wikt) - Angheni (wikt) - Angheoiu (wikt) - Angheru (wikt) - Angheuță (wikt) - Anghi (wikt) - Anghilina (wikt) - Anghiluș (wikt) - Anghioiu (wikt) - Anghițoiu (wikt) - Anghiu (wikt) - Anghiuș (wikt) - Angi (wikt) - Angiu (wikt) - Anglițoiu (wikt) - Anheliuc (wikt) - Ani (wikt) - Ania (wikt) - Anica (wikt) - Anicăi (wikt) - Anichei (wikt) - Anichitei (wikt) - Anichitoaie (wikt) - Anicolae (wikt) - Aniculăesa (wikt) - Aniculăesei (wikt) - Anihăesei (wikt) - Anin (wikt) - Aniniș (wikt) - Aniniși (wikt) - Aninoiu (wikt) - Anisei (wikt) - Anisescu (wikt) - Anisia (wikt) - Anisie (wikt) - Anisii (wikt) - Anișorac (wikt) - Anistoroae (wikt) - Anistoroaie (wikt) - Anistoroaiei (wikt) - Anița (wikt) - Aniță (wikt) - Anițaș (wikt) - Aniței (wikt) - Anițescu (wikt) - Aniți (wikt) - Anițoae (wikt) - Anițoaei (wikt) - Anițoaie (wikt) - Anițoaiei (wikt) - Anițoi (wikt) - Anițoiu (wikt) - Anițulesei (wikt) - Anoaica (wikt) - Anorocioaei (wikt) - Anorocioaiei (wikt) - Anrdonic (wikt) - Anrei (wikt) - Anță (wikt) - Antac (wikt) - Antalucă (wikt) - Antăluț (wikt) - Antăluță (wikt) - Antăluți (wikt) - Antănaș (wikt) - Antău (wikt) - Antea (wikt) - Antemia (wikt) - Antemie (wikt) - Antemir (wikt) - Anti (wikt) - Antia (wikt) - Antiche (wikt) - Antici (wikt) - Antila (wikt) - Antile (wikt) - Antilică (wikt) - Antim (wikt) - Antimoianu (wikt) - Antinie (wikt) - Antip (wikt) - Antipa (wikt) - Antoce (wikt) - Antocea (wikt) - Antoche (wikt) - Antochi (wikt) - Antoci (wikt) - Antofi (wikt) - Antofie (wikt) - Antohe (wikt) - Antohei (wikt) - Antohi (wikt) - Antohie (wikt) - Antohiu (wikt) - Antoinean (wikt) - Anton (wikt) - Antonache (wikt) - Antonacu (wikt) - Antonaru (wikt) - Antonaș (wikt) - Antone (wikt) - Antoneac (wikt) - Antoneacă (wikt) - Antoneacna (wikt) - Antoneag (wikt) - Antoneci (wikt) - Antonei (wikt) - Antonesă (wikt) - Antonescu (wikt) - Antonesei (wikt) - Antonesi (wikt) - Antoni (wikt) - Antonia (wikt) - Antoniac (wikt) - Antoniade (wikt) - Antonică (wikt) - Antoniciuc (wikt) - Antonie (wikt) - Antoniu (wikt) - Antoniuc (wikt) - Antonoaea (wikt) - Antonoaie (wikt) - Antonoaiea (wikt) - Antonovici (wikt) - Antucă (wikt) - Anucuță (wikt) - Anuichi (wikt) - Anunțoiu (wikt) - Anușca (wikt) - Anușcă (wikt) - Anuștei (wikt) - Anuța (wikt) - Anuță (wikt) - Anuței (wikt) - Anuțescu (wikt) - Anuțoiu (wikt) - Anzarescu (wikt) - Anziac (wikt) | Ao - Aodăiței (wikt) - Aolăriței (wikt) - Aolăriți (wikt) - Aoncioaie (wikt) - Aonești (wikt) - Aonofriesei (wikt) - Aoproae (wikt) - Aoșan (wikt) - Aostăcioae (wikt) - Aostăcioaie (wikt) | Ap - Apă (wikt) - Apachi (wikt) - Apachiței (wikt) - Apădean (wikt) - Apădeanu (wikt) - Apăfăian (wikt) - Apahidean (wikt) - Apahideanu (wikt) - Apai (wikt) - Apalaghie (wikt) - Apalaghiei (wikt) - Apălămăriței (wikt) - Apălimăriței (wikt) - Apan (wikt) - Apanu (wikt) - Aparaschive (wikt) - Aparaschivei (wikt) - Apărece (wikt) - Aparu (wikt) - Apăscăriței (wikt) - Apăștinei (wikt) - Apătăchioae (wikt) - Apătăchioaie (wikt) - Apătean (wikt) - Apăteanu (wikt) - Apati (wikt) - Apatie (wikt) - Apatiei (wikt) - Apatrichii (wikt) - Apăvăloae (wikt) - Apăvăloaei (wikt) - Apăvăloaia (wikt) - Apăvăloaie (wikt) - Apăvăloaiei (wikt) - Apavaloiae (wikt) - Aperu (wikt) - Apescăriței (wikt) - Apețean (wikt) - Apetrachiae (wikt) - Apetrăchioae (wikt) - Apetrăchioaei (wikt) - Apetrăchioaie (wikt) - Apetrăriței (wikt) - Apetre (wikt) - Apetrea (wikt) - Apetrechioae (wikt) - Apetrechioaie (wikt) - Apetrei (wikt) - Apetri (wikt) - Apetria (wikt) - Apetrichioaei (wikt) - Apetrii (wikt) - Apetrinii (wikt) - Apetrișoaiei (wikt) - Apetroae (wikt) - Apetroaei (wikt) - Apetroaie (wikt) - Apetroaiei (wikt) - Apetroe (wikt) - Apian (wikt) - Apintei (wikt) - Apîntei (wikt) - Apintilesei (wikt) - Apintiliesei (wikt) - Apintilioae (wikt) - Apintilioaie (wikt) - Apintilioarei (wikt) - Apintiloaie (wikt) - Apipie (wikt) - Apîrcioaie (wikt) - Apîrcioaiei (wikt) - Aplea (wikt) - Aplugăriței (wikt) - Apohideanu (wikt) - Apojarcei (wikt) - Apojărci (wikt) - Apolischii (wikt) - Apolon (wikt) - Apolozan (wikt) - Apolozeanu (wikt) - Apolțan (wikt) - Apolzan (wikt) - Apope (wikt) - Apopei (wikt) - Apopi (wikt) - Apopoaei (wikt) - Apopuțoaei (wikt) - Apopuțoaie (wikt) - Apopuțoaiei (wikt) - Aporcăriței (wikt) - Aporcăriți (wikt) - Aporcușoaiei (wikt) - Apostescu (wikt) - Apostică (wikt) - Apostoae (wikt) - Apostoaei (wikt) - Apostoaia (wikt) - Apostoaie (wikt) - Apostoaiei (wikt) - Apostoiu (wikt) - Apostol (wikt) - Apostolache (wikt) - Apostolachi (wikt) - Apostolatu (wikt) - Apostoleanu (wikt) - Apostolecu (wikt) - Apostolescu (wikt) - Apostolică (wikt) - Apostoliceanu (wikt) - Apostolide (wikt) - Apostoliu (wikt) - Apostoloeanu (wikt) - Apostoloiu (wikt) - Apostolu (wikt) - Apostu (wikt) - Apostul (wikt) - Apoș (wikt) - Apreotese (wikt) - Apreotesei (wikt) - Apreotesi (wikt) - Apreutese (wikt) - Apreutesei (wikt) - Apreutesii (wikt) - Aprică (wikt) - Apricăi (wikt) - Apricopoae (wikt) - Apricopoaei (wikt) - Aprilescu (wikt) - Apriotesei (wikt) - Aprodu (wikt) - Aprofirei (wikt) - Aprofiri (wikt) - Aprotoșoaie (wikt) - Aprozeanu (wikt) - Apșan (wikt) - Apti (wikt) - Apucăloae (wikt) - Apușcăroae (wikt) - Apușcăroaie (wikt) - Apușcășiței (wikt) | Ar - Arabagiu (wikt) - Arabei (wikt) - Arabela (wikt) - Arăboaei (wikt) - Arabol (wikt) - Arabolu (wikt) - Arad (wikt) - Arădan (wikt) - Arădăvoaice (wikt) - Arădean (wikt) - Aradei (wikt) - Arădoae (wikt) - Arădoaei (wikt) - Arădoaie (wikt) - Arădoaiei (wikt) - Aradului (wikt) - Arăgian (wikt) - Araiman (wikt) - Aramă (wikt) - Arămescu (wikt) - Arămitu (wikt) - Arănaciu (wikt) - Arănăutu (wikt) - Arandoae (wikt) - Aranghel (wikt) - Aranghelovici (wikt) - Arănuși (wikt) - Arapalea (wikt) - Arăpașu (wikt) - Arapu (wikt) - Arăteanu (wikt) - Araveicei (wikt) - Arăzan (wikt) - Arăzvan (wikt) - Arba (wikt) - Arbageanu (wikt) - Arbănaș (wikt) - Arbănași (wikt) - Arbănașu (wikt) - Arbășelu (wikt) - Arbazanovici (wikt) - Arbonie (wikt) - Arbore (wikt) - Arboreanu (wikt) - Arbune (wikt) - Arbunea (wikt) - Arbureanu (wikt) - Arcălean (wikt) - Arcăleanu (wikt) - Arcan (wikt) - Arcana (wikt) - Arcană (wikt) - Arcănar (wikt) - Arcanu (wikt) - Arcaș (wikt) - Arcașiu (wikt) - Arcea (wikt) - Archip (wikt) - Archir (wikt) - Archire (wikt) - Archiudean (wikt) - Arcip (wikt) - Arcire (wikt) - Arcomiță (wikt) - Arcoș (wikt) - Arcu (wikt) - Arcudeanu (wikt) - Arculescu (wikt) - Arcuș (wikt) - Arcușan (wikt) - Ardac (wikt) - Ardai (wikt) - Ardalău (wikt) - Ardare (wikt) - Ardari (wikt) - Ardean (wikt) - Ardeeru (wikt) - Ardei (wikt) - Ardeiaș (wikt) - Ardeiu (wikt) - Ardel (wikt) - Ardelan (wikt) - Ardelea (wikt) - Ardelean (wikt) - Ardeleanu (wikt) - Ardelen (wikt) - Ardelian (wikt) - Ardelianu (wikt) - Ardelieanu (wikt) - Ardeoiu (wikt) - Ardeș (wikt) - Ardeț (wikt) - Ardeți (wikt) - Ardeu (wikt) - Ardeuș (wikt) - Ardiuș (wikt) - Ardoș (wikt) - Ardușădan (wikt) - Ardușățan (wikt) - Aredoae (wikt) - Aredoaie (wikt) - Arefta (wikt) - Arefte (wikt) - Arehip (wikt) - Areip (wikt) - Aremia (wikt) - Arendaș (wikt) - Areșan (wikt) - Arfir (wikt) - Arfire (wikt) - Arfuțu (wikt) - Argăseală (wikt) - Argatu (wikt) - Argeanu (wikt) - Argentoianu (wikt) - Argeșan (wikt) - Argeșanu (wikt) - Argeșeanu (wikt) - Argetoianu (wikt) - Argherie (wikt) - Arghezi (wikt) - Arghin (wikt) - Arghip (wikt) - Arghir (wikt) - Arghira (wikt) - Arghire (wikt) - Arghirescu (wikt) - Arghiri (wikt) - Arghiroi (wikt) - Arghiroiu (wikt) - Arghiropol (wikt) - Arghișan (wikt) - Arghiuș (wikt) - Argint (wikt) - Argintariu (wikt) - Argintaru (wikt) - Arginteanu (wikt) - Argir (wikt) - Argiu (wikt) - Arhanghelschi (wikt) - Arhilei (wikt) - Arhilie (wikt) - Arhip (wikt) - Arhipescu (wikt) - Arhir (wikt) - Arhire (wikt) - Arhiri (wikt) - Arhirie (wikt) - Arhiroae (wikt) - Arhiroaie (wikt) - Arhot (wikt) - Ari (wikt) - Aria (wikt) - Ariașu (wikt) - Aribășoiu (wikt) - Aricelu (wikt) - Aricescu (wikt) - Arici (wikt) - Ariciu (wikt) - Ariciuc (wikt) - Arienescu (wikt) - Arieșan (wikt) - Arieșanu (wikt) - Arieșeanu (wikt) - Arif (wikt) - Arifeanu (wikt) - Arimia (wikt) - Arimie (wikt) - Arinar (wikt) - Arinaru (wikt) - Arindoiu (wikt) - Arinton (wikt) - Arioaei (wikt) - Arion (wikt) - Arionescu (wikt) - Arionesei (wikt) - Arișanu (wikt) - Aristache (wikt) - Aristan (wikt) - Aristănțoiu (wikt) - Aristide (wikt) - Aristotel (wikt) - Ariton (wikt) - Aritonovici (wikt) - Ariu (wikt) - Arizan (wikt) - Arizanciu (wikt) - Arjoca (wikt) - Arjocan (wikt) - Arjocu (wikt) - Armă (wikt) - Armăgeanu (wikt) - Arman (wikt) - Armănaș (wikt) - Armanca (wikt) - Armancă (wikt) - Armancu (wikt) - Armanu (wikt) - Armaș (wikt) - Armăsaru (wikt) - Armășel (wikt) - Armășelu (wikt) - Armășescu (wikt) - Armășoiu (wikt) - Armașu (wikt) - Armat (wikt) - Armean (wikt) - Armeanca (wikt) - Armeanu (wikt) - Armega (wikt) - Armegioiu (wikt) - Armencea (wikt) - Armencescu (wikt) - Armencia (wikt) - Armenciu (wikt) - Armenean (wikt) - Armeni (wikt) - Armenia (wikt) - Armenici (wikt) - Armenișan (wikt) - Armian (wikt) - Armie (wikt) - Arminescu (wikt) - Arminia (wikt) - Arminici (wikt) - Arminovici (wikt) - Armizon (wikt) - Armoș (wikt) - Armulescu (wikt) - Arnăut (wikt) - Arnăuțanu (wikt) - Arnăutescu (wikt) - Arnăuțescu (wikt) - Arnăuțoiu (wikt) - Arnăutu (wikt) - Arnăutul (wikt) - Arniceru (wikt) - Arnici (wikt) - Aroboaie (wikt) - Aroiu (wikt) - Aroman (wikt) - Aromanesei (wikt) - Aromănesei (wikt) - Aron (wikt) - Aroneanu (wikt) - Aronescu (wikt) - Aroneț (wikt) - Aroni (wikt) - Aronică (wikt) - Aronoaie (wikt) - Aroș (wikt) - Aroșculesei (wikt) - Aroșoaie (wikt) - Arotări (wikt) - Arotăriței (wikt) - Arotăriți (wikt) - Arpaș (wikt) - Arpășanu (wikt) - Arpășean (wikt) - Arpăștean (wikt) - Arpățean (wikt) - Arpec (wikt) - Arpente (wikt) - Arpin (wikt) - Arpinte (wikt) - Arsân (wikt) - Arsănoiu (wikt) - Arșanu (wikt) - Arșeanu (wikt) - Arsen (wikt) - Arsena (wikt) - Arsene (wikt) - Arsenescu (wikt) - Arseni (wikt) - Arsenic (wikt) - Arsenie (wikt) - Arsenoiu (wikt) - Arsente (wikt) - Arsi (wikt) - Arșici (wikt) - Arsîn (wikt) - Arșinel (wikt) - Arșinițoae (wikt) - Arșinițoaea (wikt) - Arsinoaie (wikt) - Arsinte (wikt) - Arsu (wikt) - Arsulescu (wikt) - Artăc (wikt) - Artâc (wikt) - Arțag (wikt) - Arțagea (wikt) - Artan (wikt) - Artănescu (wikt) - Arțar (wikt) - Arțăreanu (wikt) - Arțăriș (wikt) - Artarisi (wikt) - Artean (wikt) - Artem (wikt) - Artemie (wikt) - Artene (wikt) - Arteni (wikt) - Artenie (wikt) - Artîc (wikt) - Articuci (wikt) - Artienei (wikt) - Artim (wikt) - Artimescu (wikt) - Artimian (wikt) - Artimon (wikt) - Artin (wikt) - Artinian (wikt) - Artion (wikt) - Artiudean (wikt) - Artiudeanu (wikt) - Artopolescu (wikt) - Artuche (wikt) - Artuz (wikt) - Arucsandei (wikt) - Aruncuțean (wikt) - Aruncuțeanu (wikt) - Aruș (wikt) - Arușan (wikt) - Arusoaei (wikt) - Arusoaie (wikt) - Arusoaiei (wikt) - Aruștei (wikt) - Aruști (wikt) - Aruxande (wikt) - Aruxandei (wikt) - Aruxandrei (wikt) - Arva (wikt) - Arvățescu (wikt) - Arvatu (wikt) - Arvinte (wikt) - Arvunescu (wikt) - Arzan (wikt) - Arzoiu (wikt) |

| As - Asache (wikt) - Asachi (wikt) - Asafte (wikt) - Asaftei (wikt) - Asafti (wikt) - Asah (wikt) - Asămincesei (wikt) - Asamoiu (wikt) - Asanache (wikt) - Asănache (wikt) - Asande (wikt) - Asandei (wikt) - Asandi (wikt) - Asandii (wikt) - Asăndoae (wikt) - Asăndoaei (wikt) - Asăndoaiei (wikt) - Asandrei (wikt) - Asăndulesei (wikt) - Asandului (wikt) - Asănică (wikt) - Asaofie (wikt) - Asârboaie (wikt) - Asaul (wikt) - Asavei (wikt) - Asavi (wikt) - Asavinei (wikt) - Asăvoae (wikt) - Asăvoaei (wikt) - Asăvoai (wikt) - Asăvoaie (wikt) - Asăvoaiei (wikt) - Asăvoiae (wikt) - Asciu (wikt) - Ascovici (wikt) - Ascunseanu (wikt) - Ascutăriță (wikt) - Ascutăriței (wikt) - Asevoaei (wikt) - Așevoai (wikt) - Așevoaia (wikt) - Asîei (wikt) - Asîie (wikt) - Asiminaș (wikt) - Asimine (wikt) - Asiminei (wikt) - Asimini (wikt) - Asiminicesei (wikt) - Asiminoaei (wikt) - Asiminoaie (wikt) - Asimioanei (wikt) - Asimionesei (wikt) - Asinipean (wikt) - Asinipeanu (wikt) - Aslău (wikt) - Asmarandei (wikt) - Asmarandi (wikt) - Asoficăi (wikt) - Asofie (wikt) - Asofiei (wikt) - Asofii (wikt) - Asofornie (wikt) - Asofronei (wikt) - Asofronie (wikt) - Asofronoaei (wikt) - Asolomiei (wikt) - Asoltanei (wikt) - Asonovici (wikt) - Aspînoaie (wikt) - Aspiroiu (wikt) - Aspiș (wikt) - Aspra (wikt) - Asprescu (wikt) - Asprică (wikt) - Aspricioiu (wikt) - Asprița (wikt) - Asprițoiu (wikt) - Asproiu (wikt) - Asproniu (wikt) - Aspru (wikt) - Astafei (wikt) - Astafiei (wikt) - Astaliș (wikt) - Astaluș (wikt) - Astăluș (wikt) - Astancăi (wikt) - Astanei (wikt) - Astănoaei (wikt) - Astănoaie (wikt) - Astărăstoae (wikt) - Astărăstoaie (wikt) - Astegăriței (wikt) - Astratine (wikt) - Astroi (wikt) - Asturianu (wikt) - Asultanei (wikt) - Asurdoaei (wikt) - Asurdoaie (wikt) | Aș - Așchilean (wikt) - Așchileanu (wikt) - Așchioapei (wikt) - Așchiopoae (wikt) - Așchiopoaei (wikt) - Așchiopoaie (wikt) - Așchiopoaiei (wikt) - Aștalu (wikt) - Așteafănoaie (wikt) - Aștefane (wikt) - Aștefanei (wikt) - Aștefănesei (wikt) - Aștefani (wikt) - Aștefănoae (wikt) - Aștefănoaei (wikt) - Aștefănoai (wikt) - Aștefănoaie (wikt) - Aștefănoaiei (wikt) - Așteilean (wikt) - Aștelean (wikt) - Așteleanu (wikt) - Aștilean (wikt) - Aștileanu (wikt) - Așuencei (wikt) | At - Ataman (wikt) - Atamanu (wikt) - Atanase (wikt) - Atanasescu (wikt) - Atanaseu (wikt) - Atanasie (wikt) - Atanasiu (wikt) - Atănăsoae (wikt) - Atănăsoaei (wikt) - Atănăsoai (wikt) - Atănăsoaie (wikt) - Atănăsoaiei (wikt) - Atârgovițoae (wikt) - Atârgovițoaei (wikt) - Ateodoresei (wikt) - Ateș (wikt) - Ateșan (wikt) - Ateșoae (wikt) - Ateșoaie (wikt) - Athanasescu (wikt) - Athanasiu (wikt) - Athea (wikt) - Athu (wikt) - Atim (wikt) - Atimite (wikt) - Atimoșoaei (wikt) - Atimoșoaie (wikt) - Atimoșoaiei (wikt) - Atin (wikt) - Atincăi (wikt) - Atinge (wikt) - Atîrgovițoae (wikt) - Atîrnatu (wikt) - Ațiței (wikt) - Atitiene (wikt) - Atitienei (wikt) - Atitienii (wikt) - Atodirese (wikt) - Atodiresei (wikt) - Atodirișoarei (wikt) - Atodiroaei (wikt) - Atodiroaie (wikt) - Atodosiei (wikt) - Atofanei (wikt) - Atofani (wikt) - Atofanie (wikt) - Atomei (wikt) - Atomi (wikt) - Atominii (wikt) - Atomoae (wikt) - Atomoaie (wikt) - Atomoaiei (wikt) - Atomulesei (wikt) - Atonoaei (wikt) - Atratomir (wikt) - Atresna (wikt) - Atudorei (wikt) - Atudoresei (wikt) - Atudori (wikt) - Atudoroae (wikt) - Atudoroaiei (wikt) - Atudosie (wikt) - Atudosiei (wikt) - Atuduroai (wikt) | Au - August (wikt) - Augustin (wikt) - Aungurence (wikt) - Aungurencei (wikt) - Aungurenci (wikt) - Aunguroaicei (wikt) - Aunguroancei (wikt) - Aunianu (wikt) - Aur (wikt) - Auraru (wikt) - Auraș (wikt) - Aurel (wikt) - Aurelian (wikt) - Aurelianu (wikt) - Aureliuc (wikt) - Aurelne (wikt) - Aurescu (wikt) - Aurian (wikt) - Aurica (wikt) - Aurică (wikt) - Aurigean (wikt) - Aurigianu (wikt) - Aurinte (wikt) - Auriței (wikt) - Auroaica (wikt) - Aursăchioaei (wikt) - Aursăchioaie (wikt) - Aursei (wikt) - Aursulea (wikt) - Aursulesă (wikt) - Aursulese (wikt) - Aursulesei (wikt) - Aursului (wikt) - Auruț (wikt) - Auruță (wikt) - Auruți (wikt) - Aușor (wikt) - Autu (wikt) - Auxente (wikt) - Auzeac (wikt) | Av - Avăcăriței (wikt) - Avădane (wikt) - Avădanei (wikt) - Avădănesei (wikt) - Avădani (wikt) - Avădăni (wikt) - Avădanii (wikt) - Avădănii (wikt) - Avădonei (wikt) - Avăloaei (wikt) - Avarvare (wikt) - Avarvarei (wikt) - Avârvari (wikt) - Avarvarii (wikt) - Avas (wikt) - Avasâlcăi (wikt) - Avășan (wikt) - Avasi (wikt) - Avasilcăi (wikt) - Avasîlcăi (wikt) - Avasîlcei (wikt) - Avasilencei (wikt) - Avasilenei (wikt) - Avasilicăi (wikt) - Avasilichioaei (wikt) - Avasilichioaie (wikt) - Avasilichioaiei (wikt) - Avasilichoaiei (wikt) - Avasiloae (wikt) - Avasiloaei (wikt) - Avasiloaie (wikt) - Avasiloaiei (wikt) - Avătăjiței (wikt) - Avătămănița (wikt) - Avătămăniței (wikt) - Avătavului (wikt) - Avdei (wikt) - Averchi (wikt) - Averescu (wikt) - Avesalon (wikt) - Avieriței (wikt) - Avîrvarei (wikt) - Avîrvărei (wikt) - Avîrvări (wikt) - Avisalon (wikt) - Avorhiciței (wikt) - Avornic (wikt) - Avornicesă (wikt) - Avornicesei (wikt) - Avorniciți (wikt) - Avornicului (wikt) - Avram (wikt) - Avrămel (wikt) - Avramescu (wikt) - Avrămescu (wikt) - Avramia (wikt) - Avrămiea (wikt) - Avramiță (wikt) - Avrămiță (wikt) - Avrămiuc (wikt) - Avrămoae (wikt) - Avrămoaia (wikt) - Avrămoiu (wikt) - Avramu (wikt) - Avrămuș (wikt) - Avrămuși (wikt) - Avrămuț (wikt) - Avramuți (wikt) - Avrânceniței (wikt) - Avrentie (wikt) - Avriceanu (wikt) - Avrigeanu (wikt) - Avrînceniței (wikt) - Avrinte (wikt) - Avriș (wikt) | Ax - Axâni (wikt) - Axâni (wikt) - Axânia (wikt) - Axânte (wikt) - Axenatovschi (wikt) - Axente (wikt) - Axenti (wikt) - Axentie (wikt) - Axențioi (wikt) - Axentoi (wikt) - Axinciuc (wikt) - Axine (wikt) - Axinescu (wikt) - Axini (wikt) - Axinia (wikt) - Axinie (wikt) - Axiniei (wikt) - Axinoiu (wikt) - Axinte (wikt) - Axînte (wikt) - Axinti (wikt) - Axintoaie (wikt) | Az - Azamfire (wikt) - Azamfirei (wikt) - Azamfiricăi (wikt) - Azanfirei (wikt) - Aziș (wikt) - Azochiței (wikt) - Azoicăi (wikt) - Azoiței (wikt) - Azoiții (wikt) - Azulufei (wikt) |